# Metzneria filia
Metzneria filia is een vlinder uit de familie tastermotten (Gelechiidae). De wetenschappelijke naam is voor het eerst geldig gepubliceerd in 1979 door Piskunov.
De soort komt voor in Europa.